# Droga krajowa nr 146 (Kostaryka)
Droga krajowa nr 146 (hiszp. Ruta Nacional Secundaria 146/Ruta 146) – jedna z dróg krajowych w Kostaryce. Znajduje się ona w prowincji Alajuela.

## Opis
W prowincji Alajuela droga krajowa nr 146 przebiega przez kanton Alajuela (przez dystrykt Sabanilla) oraz kanton Poás (przez dystrykty San Pedro de Poás, San Juan i Sabana Redonda).